# Emerald City (série télévisée)
Pour les articles homonymes, voir Emerald City.
Emerald City, ou La Magie d'Oz au Canada francophone, est une série télévisée américaine en dix épisodes de 42 minutes créée par Matthew Arnold et diffusée du 6 janvier au 3 mars 2017 sur le réseau NBC et au Canada à partir du 22 mai 2017 sur le réseau Global.
L'histoire est basée sur le roman de Lyman Frank Baum Le Magicien d'Oz paru en 1900.
En France, la série est diffusée sur France 2. Au Québec, la série est disponible depuis le 14 juin 2018 sur le service Club Illico.

## Synopsis
Très librement inspirée du roman, la série propose une réinterprétation plus contemporaine de l'univers du Magicien d'Oz. On y suit les aventures de Dorothy qui part sur les traces de sa mère biologique et qu'une tornade entraîne au Pays d'Oz. Elle fait alors la rencontre de l’Épouvantail et tente de rentrer dans le Kansas, prenant part au conflit qui oppose le Magicien aux sorcières du Pays d'Oz.

## Distribution

### Acteurs principaux
- Adria Arjona (VF : Vanessa Van-Geneugden) : Dorothy Gale
- Vincent D'Onofrio (VF : Thierry Buisson) : Franck Morgan / le magicien d'Oz
- Oliver Jackson-Cohen (VF : Rémi Bichet) : Lucas / Roan / « l'épouvantail »
- Gerran Howell (en) (VF : Thomas Sagols) : Jack / « l'homme de fer »
- Ana Ularu (VF : Marie Zidi) : West, la sorcière de l'Ouest
- Jordan Loughran (VF : Camille Timmerman) : Tip / Ozma
- Mido Hamada (en) (VF : Nessym Guetat) : Eamonn / « le lion »
- Joely Richardson (VF : Laurence Dourlens) : Glinda, la sorcière du Nord

### Acteurs récurrents
- Isabel Lucas (VF : Olivia Luccioni) : Anna
- Stefanie Martini (VF : Delphine Rivière) : Lady Ev
- Roxy Sternberg (VF : Géraldine Asselin) : Elizabeth
- Rebeka Rea (VF : Maryne Bertieaux) : Sylvie / Leith
- Ólafur Darri Ólafsson (VF : Stéfan Godin) : Ojo
- Vahid Gold (VF : Alexandre Guansé) : Toby
- Suan-Li Ong (VF : Cécile Nodie) : Isabel
- Amber Rose Revah (VF : Nathalie Doudou) : Miranda
- Stewart Scudamore : Hugh
- Gina McKee (VF : Danièle Douet) : Jane

### Invités
- Margareta Szabo : Maeve
- Mia Mountain (VF : Ana Piévic) : Nahara
- Maté Hauman (VF : Jean-Alain Velardo) : le capitaine d'Oz
- Florence Kasumba (VF : Annie Milon) : East, la sorcière de l'Est
- Fiona Shaw : Mombi, la sorcière qui garde Tip

- Version française
  - Société de doublage : BTI Studios
  - Direction artistique : Réjane Schauffelberger
  - Adaptation des dialogues : Sandrine Chevalier et Valérie Denis-Escot

 Source et légende : version française (VF) sur RS Doublage

## Production

### Développement
Le projet a débuté en août 2013 et NBC a commandé dix épisodes en janvier 2014 sans passer par la case pilote, mais en août 2014, annule la production de la série qui n'avait pas encore débuté le casting.
Elle a été reprise en avril 2015 avec un nouveau scripteur, David Schulner et sera réalisé par Tarsem Singh.
Lors des Upfronts au printemps 2016, NBC annonce la diffusion de la série pour la mi-saison. Puis le 29 août 2016, le réseau NBC annonce la date de lancement de la série au 6 janvier 2017.
Le 4 mai 2017, NBC annonce l'annulation de la série.

### Casting
Le casting a débuté en juin 2015, dans cet ordre : Adria Arjona dans le rôle de Dorothy Gale, Oliver Jackson-Cohen dans le rôle de Lucas, Ana Ularu est la Méchante sorcière de l'Ouest et Gerran Howell (en) devient Jack, Vincent D'Onofrio dans le rôle du Magicien, Jordan Laughran est Tip et Mido Hamada (en) devient Eamonn, et finalement Joely Richardson dans le rôle de Glinda.

### Tournage
La série a été filmée en Hongrie, en Croatie et en Espagne, notamment au Parc Güell.

### Fiche technique
- Création : Matthew Arnold et David Schulner
- Supervision de la production : Tracy Bellomo, Peter Welter Soler (Espagne) et Erika Milutin (Croatie)
- Production : Chris Thompson et Tommy Turtle
- Production déléguée : Shaun Cassidy et David Schulner
- Co-Production : Tony Roman
- Musique : Trevor Morris
- Photographie : Colin Watkinson
- Montage : Chris Barwell et Terry Kelley
- Distribution : Liz Dean et Suzanne Smith, Pep Armengol et Luci Lenox
- Création des décors : David Warren
- Création des costumes : Trisha Biggar
- Supervision des effets spéciaux de maquillage : Daniel Lawson Johnston et Paul Engelen
- Supervision des effets visuels : Paul Simpson et Max Dennison
- Compagnie de production : Embassy Films
- Compagnie de distribution : NBC
- Langue : Anglais Stéréo
- Image : Couleurs
- Ratio : 16:9 HD
- Durée : 10 × 42 minutes

## Épisodes
1. La Bête perpétuelle (The Beast Forever)
2. La Prison des méprisables (Prison of the Abject)
3. Nouvelle maîtresse (Mistress-New-Mistress)
4. La Science et la Magie (Science and Magic)
5. Le Festival de la bête (Everybody Lies)
6. La Tornade (Beautiful Wickedness)
7. Nos anciennes vies (They Came First)
8. Des lions en hiver (Lions In Winter)
9. Les masques tombent (The Villain That´s Become)
10. Retour à la maison (No Place Like Home)